# Vodice (Dalmatië)
Vodice (Italiaans: Vodizze) is een stad in de Kroatische provincie Šibenik-Knin.
Vodice telt 9407 inwoners.

## Galerij

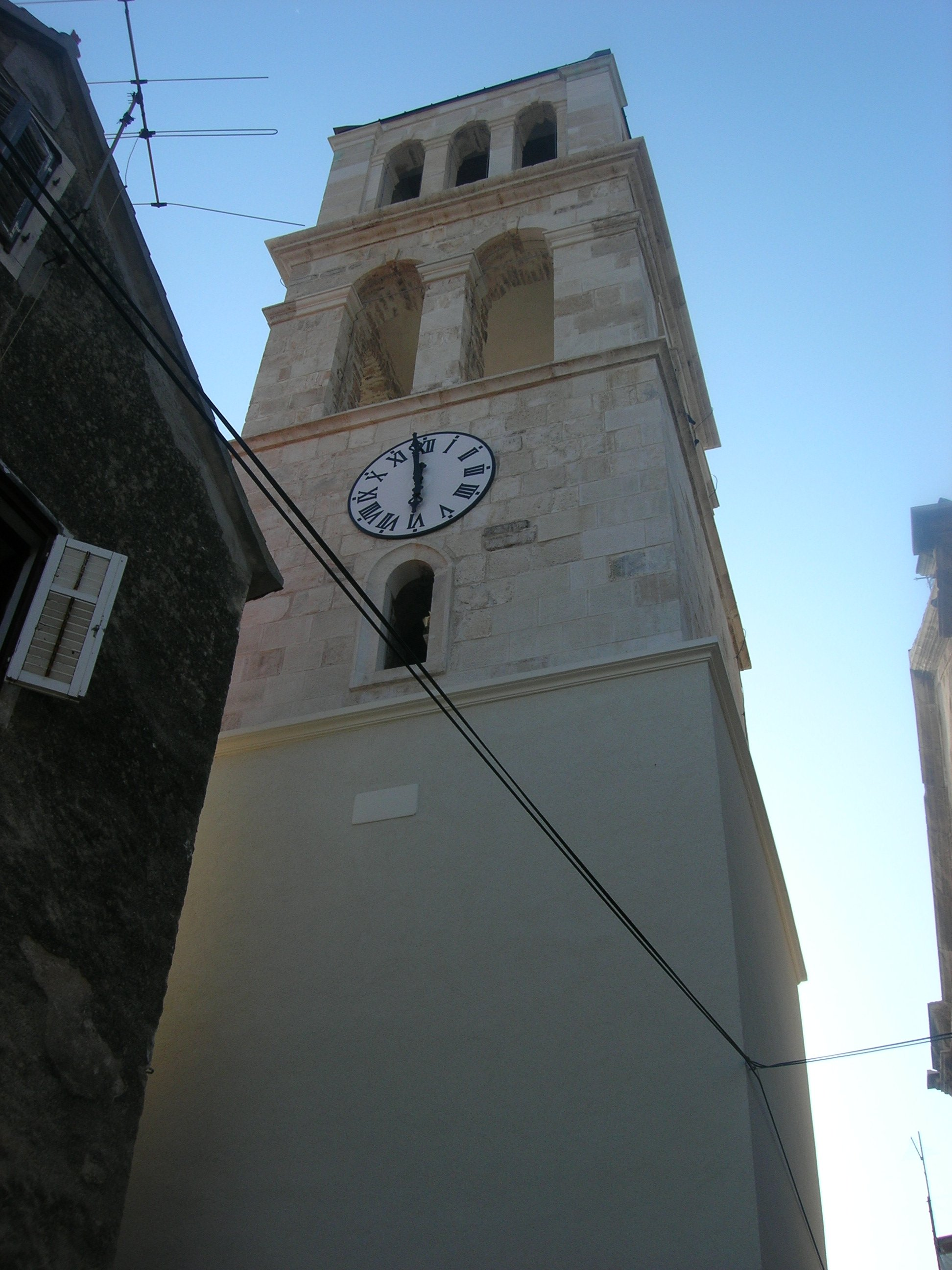
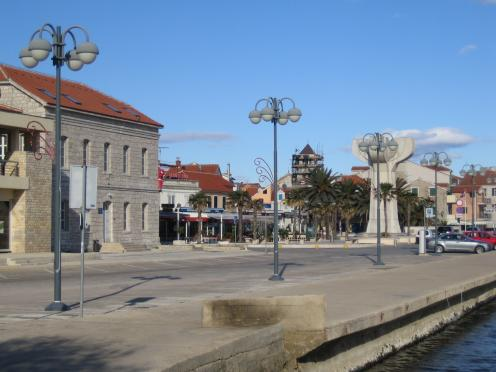
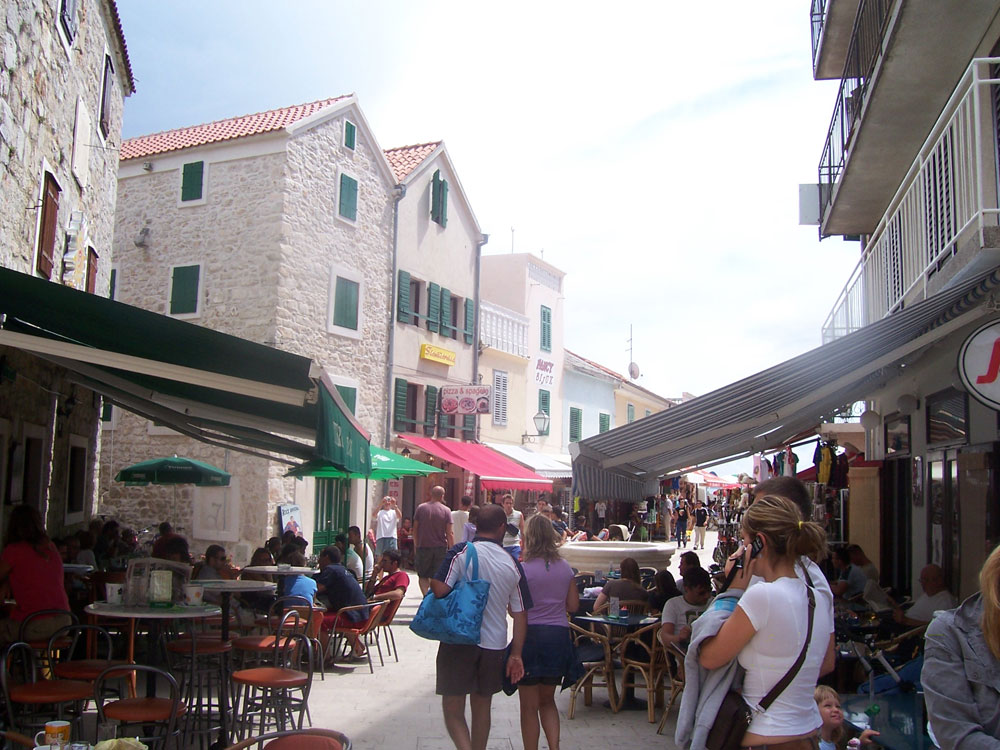
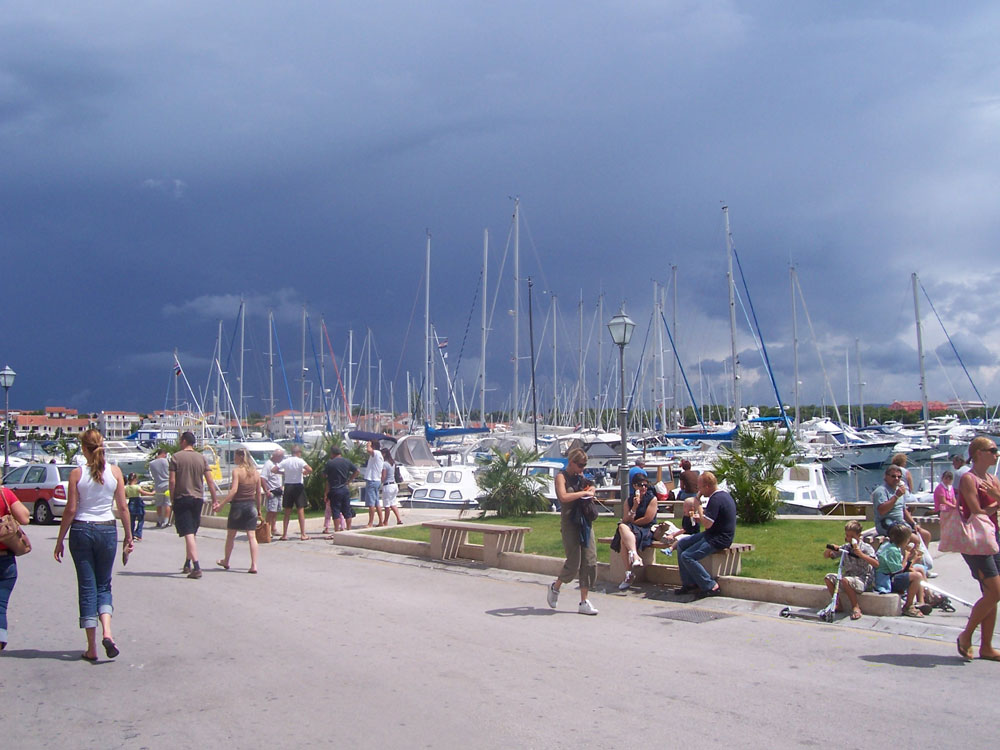
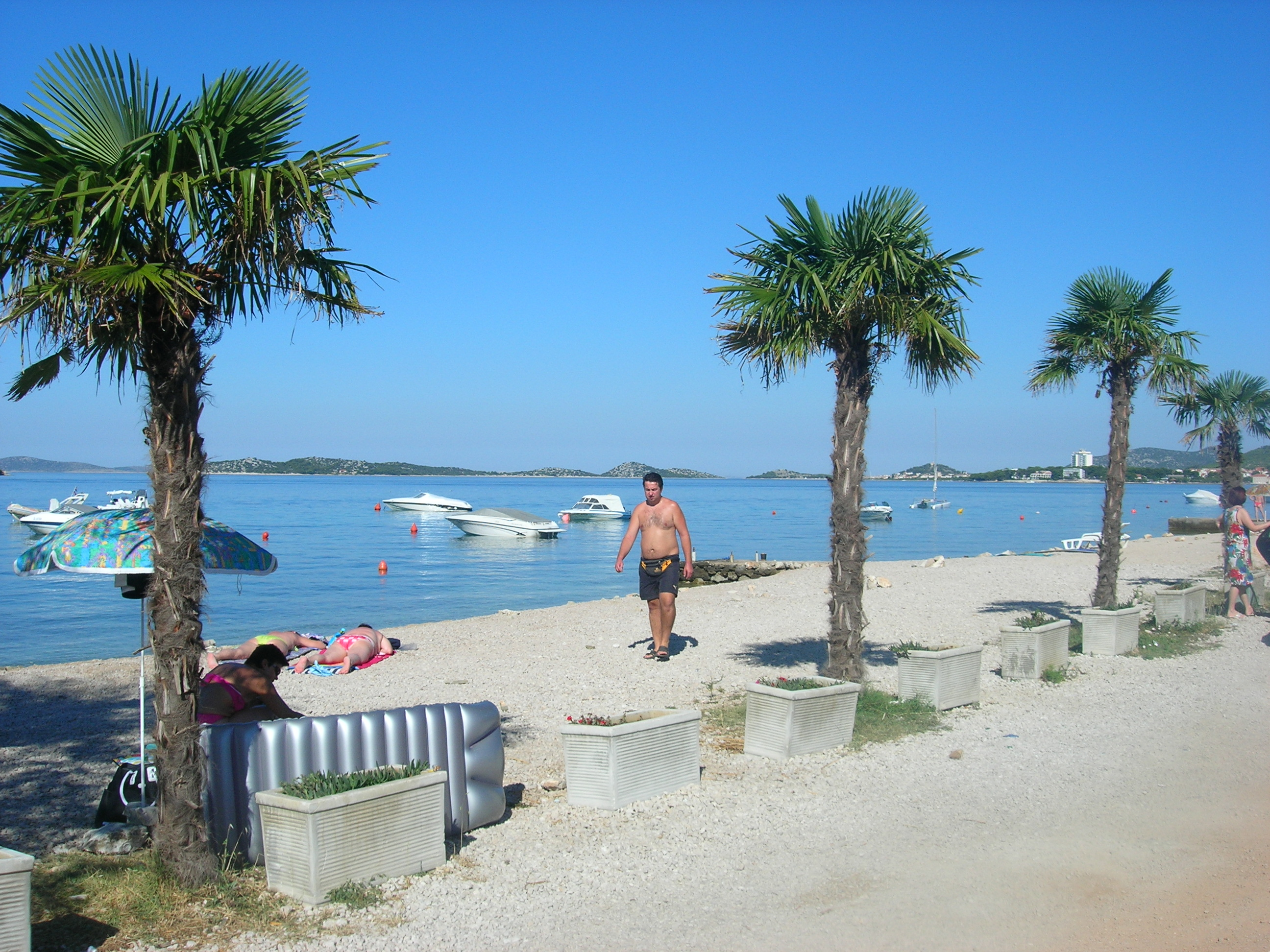
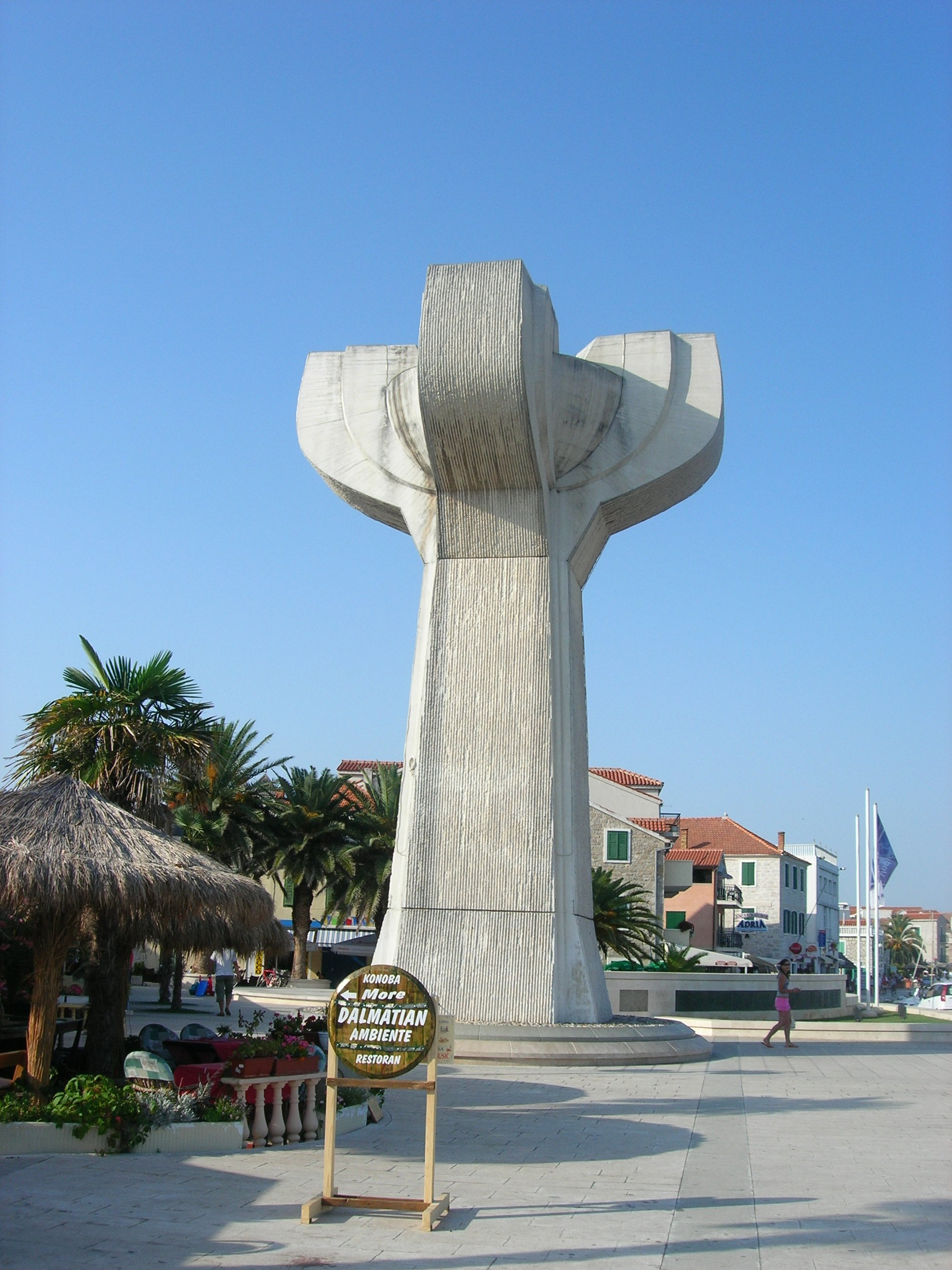

Steden (gradovi): Šibenik · Drniš · Knin · Skradin · Vodice

Gemeenten (općine): Bilice · Biskupija · Civljane · Ervenik · Kijevo · Kistanje · Murter-Kornati · Pirovac · Primošten · Promina · Rogoznica · Ružić · Tisno · Tribunj · Unešić